# Club Sport Unión Huaral
El Club Sport Unión Huaral és un club de futbol peruà de la ciutat de Huaral. Va ser fundat el 20 de setembre de 1947. Participa a la Segona Divisió del Perú des de 2014. El club és local a l'Estadi Julio Lores Colán que posseeix una capacitat de 5962 persones.

## Història
El club va ser fundat el 20 de setembre de 1947.
El club es proclamà campió peruà les temporades 1976 i 1989.

## Palmarès
- * Lliga peruana de futbol:[4]
  - 1976, 1989
- Segona divisió peruana de futbol:
  - 1973, 1992, 1994, 2002